# Орловский, Иван Иванович
Ива́н Ива́нович Орло́вский (29 июля [11 августа] 1869 — 17 [30] июня 1909) — смоленский краевед, историк, географ, педагог.

## Биография
Родился 29 июля 1869 года в селе Даниловичи Ельнинского уезда Смоленской губернии в семье священника. Начальное образование получил дома. Учился в Рославльском духовном училище, затем в Смоленской духовной семинарии (1889) и на историческом отделении Московской духовной академии (1893), где под руководством В. О. Ключевского написал и защитил диссертацию «О причинах успеха и ходе католической пропаганды в конце XVIII и начале XIX века». В 1894 году назначен преподавателем истории и географии Смоленского епархиального женского училища (с 1904 года — также и физики).
С 1897 года И. И. Орловский — член церковно-археологического комитета, с 1899 года — сотрудник городского историко-археологического музея, с 1902 года — действительный член губернского статистического комитета. Входил в комиссию по охране Смоленской крепостной стены, был членом правления публичной библиотеки, членом литературно-художественного кружка и кружка по устройству народных училищ в Народном доме, членом общества попечения о детях, членом правления и ревизионной комиссии ссудо-вспомогательной кассы преподавателей духовных учебных заведений Смоленска, членом Смоленского отдела общества помощи пострадавшим на войне солдатам и их семьям и т. д.
В 1902 году участвовал в выработке устава не состоявшегося тогда Смоленского общества любителей истории и естествознания. Участвовал в совещаниях у епископа по выработке «основных начал церковной реформы», в организации выборов городских гласных, популярных чтений о Палестине и т. д. В музее под руководством С. П. Писарева он составил краткий каталог экспонатов, который служил путеводителем для публики. В качестве члена губстаткомитета участвовал в подготовке Памятных и Справочных книжек, сам писал для них статьи.
И. И. Орловский усердно занимался краеведением. Во вступлении к книге «Достопамятности Смоленска», изданной в 1906 году, он писал: «В Смоленске что ни шаг — история, и каждая пядь земли его напоена кровью. Во времена бедствий погибли весьма многие его исторические памятники, особенно письменные, но тем дороже для нас сохранившиеся остатки старины и тем ценнее исторические воспоминания, возбуждаемые ими. Они говорят нам о былой славе Смоленска, об его страданиях, о любви к нему его граждан, наших предков, об их горячей вере, единодушии и стойкости в защите Родины до гробовой доски. Изучать эти памятники и охранять их — есть священнейший долг каждого верного сына своей Родины».
И. И. Орловский был известен как учёный-краевед и за пределами Смоленской губернии. В 1907 году он был избран действительным членом Орловского церковного историко-археологического общества, в 1909 году — действительным членом Тверской ученой архивной комиссии.
Он сотрудничал во многих всероссийских и местных газетах и журналах («Русская старина», «Исторический вестник», «Русский вестник», «Странник», «Русский паломник», «Русская земля», «Новое время», «Смоленские епархиальные ведомости», «Смоленский вестник», «Смоленская газета» и др.).
За свою недолгую жизнь Орловский выпустил в свет более 20 книг и брошюр, писал рассказы и стихи, провёл раскопки ряда археологических памятников. Наиболее значительные его работы — «Смоленская стена. 1602—1902», вышедшая к 300-летию завершения строительства этого архитектурного памятника и военно-оборонительного сооружения, «Смоленск в истории дома Романовых» (1904 г.), «Смоленский поход царя Алексея Михайловича в 1654 году», изданная в 1905 году к 250-летию возвращения Смоленска в состав Российского государства, «На родине светлейшего» (имеется в виду Г. А. Потёмкин-Таврический), «В Смоленске на Смядыни» и др.
Работы И. И. Орловского до наших дней не потеряли своего интереса для краеведов и могут быть использованы как источник при изучении отдельных вопросов истории Смоленского края.
Значительным и ценным трудом И. И. Орловского является «Краткая география Смоленской губернии», изданная в 1907 году. «Краткая география» является всесторонним описанием природных условий губернии, населения, экономики и т. д. Работа составлена на основе источников, в настоящее время недоступных, и по этой причине сама является источником различных сведений. Около 1903 года у автора возникла мысль сделать подробное описание родной губернии, а поскольку он работал в духовном ведомстве, то и воспользовался возможностью обратиться к священнослужителям. Составив программу собирания сведений, он напечатал её в епархиальных ведомостях «для сведения духовенства» и стал получать ответы на свою анкету, затем выступил с докладом на епархиальном съезде. От своего имени Орловский разослал «листки», в которых просил указать ему подробно всех известных лиц, к которым он затем обращался, «курганы, городки, валы, урочища, церковища и др. остатки старины и исторические места в данной местности» с пояснением «вида этих мест, раскопок, в них проводившихся, преданий и рассказов, с ними связанных и т. п.» К 1906 году в конторке Орловского накопилось «сырого, бумажного материала, приведенного им в порядок, на 300 приходов».
И. И. Орловский подготовил переиздание книги «История губернского города Смоленска» Н. А. Мурзакевича; книга вышла из печати в 1903 году под его редакцией, с его вступительной статьей, комментариями и биографической справкой об авторе.

## Список трудов

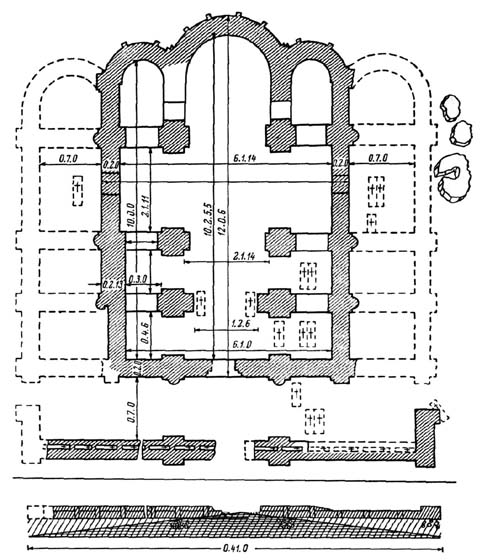
Орловский, И. И. План Борисоглебского собора. По материалам раскопок 1908 г.

- Смоленская стена. 1602—1902. — Смоленск, 1902 (недоступная ссылка).
- Смоленск и его стены. Краткая история Смоленска и его крепости. (К 300-летнему юбилею городской стены). — Смоленск, 1902.
- Дьячок-партизан 1812 года // Исторический вестник, 1902, т. ХС. С. 259—261.
- Историческое описание Смоленской чудотворной иконы Божией Матери — Одигитрии, находящейся в надворотной церкви Смоленской крепостной стены. — Смоленск, 1902.
- Борисоглебский монастырь на Смядыни в Смоленске. — Смоленск, 1903.
- Смоленск в истории дома Романовых. — Смоленск, 1904.
- Судьба одной смоленской святыни. — Смоленск, 1905.
- Смоленский поход царя Алексея Михайловича в 1654 г. — Смоленск, 1905.
- Достопамятности Смоленска. — Смоленск, 1906.
- Краткая география Смоленской губернии. — Смоленск, 1907.
- Борисоглебский монастырь в Смоленске на Смядыни и раскопки его развалин // Смоленская старина, вып. 1, ч. 1. — Смоленск, 1909. С. 195—312.
- Пустынножительство в Рославльских лесах. — Смоленск: Свиток, 2004.

## Память

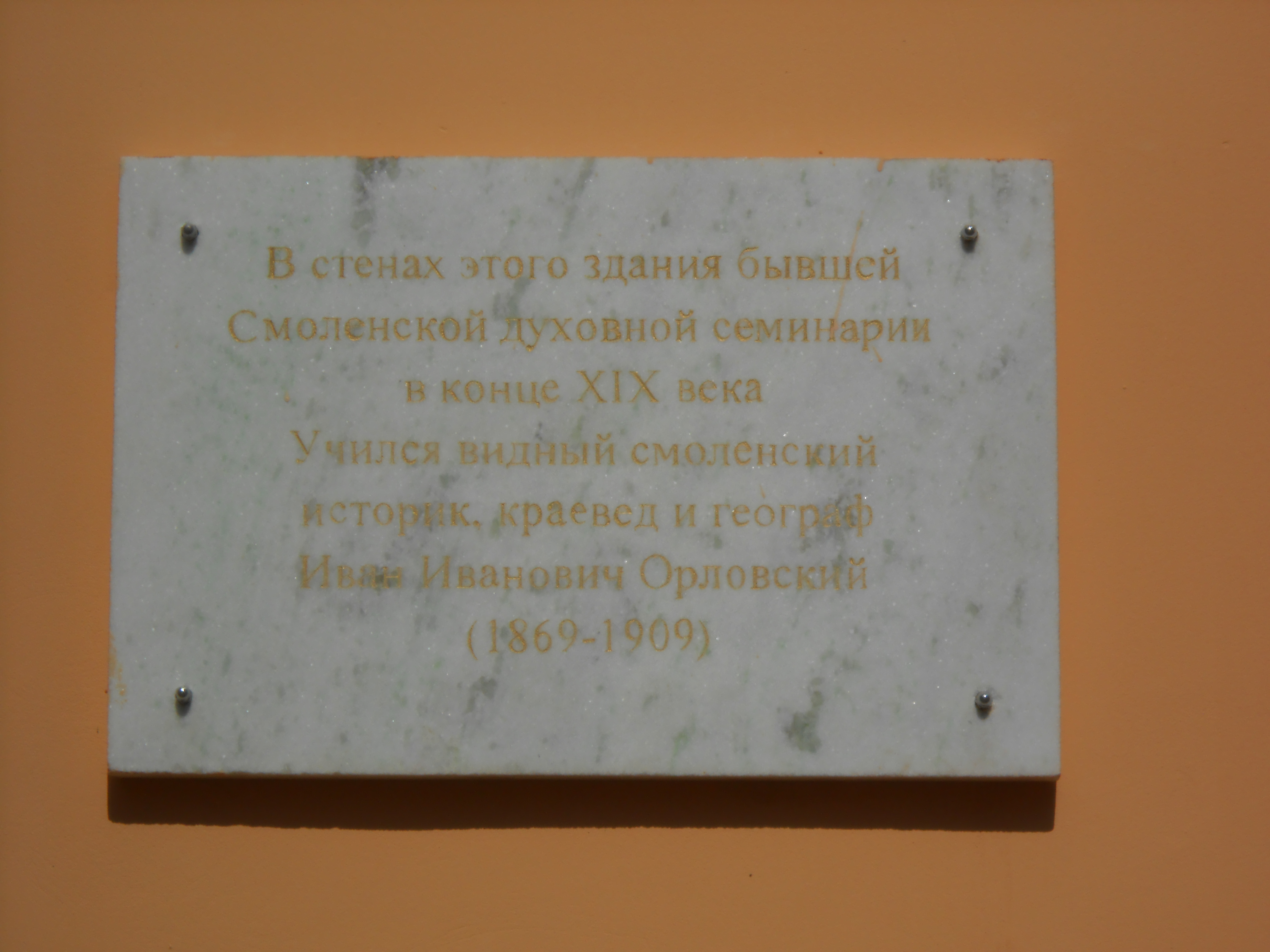
Мемориальная доска в память И. И. Орловского

4 октября 2010 года на бывшем здании Смоленской духовной семинарии была установлена мемориальная доска: «В стенах этого здания бывшей Смоленской духовной семинарии в конце XIX века учился видный смоленский историк, краевед и географ Иван Иванович Орловский (1869—1909)».